# Torreón de Arroyomolinos
El torreón de Arroyomolinos es una fortificación ubicada en la localidad española homónima, en la Comunidad de Madrid. Se trata de un torreón gótico de época bajomedieval, datado en el siglo XV, concretamente sobre la década de 1470. Se encuentra situado en su mismo casco histórico, en medio de un gran espacio ajardinado muy cerca de la Plaza Mayor y es, actualmente, el único vestigio que ha sobrevivido al paso del tiempo de lo que fue el denominado "Castillo del Pan".
Ha pasado a formar parte de la Red de Yacimientos Visitables de la Comunidad de Madrid.

## Descripción
El 'castillo' actual, único bastión que continúa en pie, al que también se conoce como «Torre del Pan», se encuentra en la localidad de Arroyomolinos, en la zona oeste de la Comunidad de Madrid. Se encuentra en el mismo casco urbano y mantiene un buen estado de conservación, tras haber sido restaurado en los primeros años del siglo XXI. Fue construido entre los siglos XIV y XV, como torre señorial.  Se accede a través de la A-5 (autovía de Extremadura), por la salida de Arroyomolinos, que conduce hasta la carretera M-413, en dirección a Moraleja de Enmedio.
La torre, de cinco pisos, está construida en ladrillo, con cimientos de piedra. Es de planta cuadrada, con esquinas redondeadas. Guarda ciertas similitudes estructurales con el torreón de Pinto. Los elementos arquitectónicos más destacados del torreón de Arroyomolinos son sus ocho garitones, dos por cada vértice, que coronan el conjunto.
En los siglos XIX y XX, la torre fue transformada para adaptarla a sus usos como granero y palomar. Sus dos primeras plantas fueron reconvertidas en almacén y las tres restantes fueron objeto de un retapiado, con el fin de poder instalar más de 4000 nidos de palomas. Al mismo tiempo, se eliminaron el parapeto y el almenado que existían en el  terrado.
A pesar del poco valor que muestran los materiales con los que está construida esta torre, muy similar a la técnica usada en la construcción del castillo de Casarrubios, cabe destacar su gran fortaleza que se puede observar de forma clara al ver el poco impacto de las grandes balas presentes en la superficie del torreón. Además, al estar hecha a base de modestos ladrillos, por ser una zona donde las canteras se situaban a mucha distancia y ser la piedra muy costosa, se ha evitado que se produjeran expolios sistemáticos, como sí que ocurrió con otras construcciones similares.

## Estructura

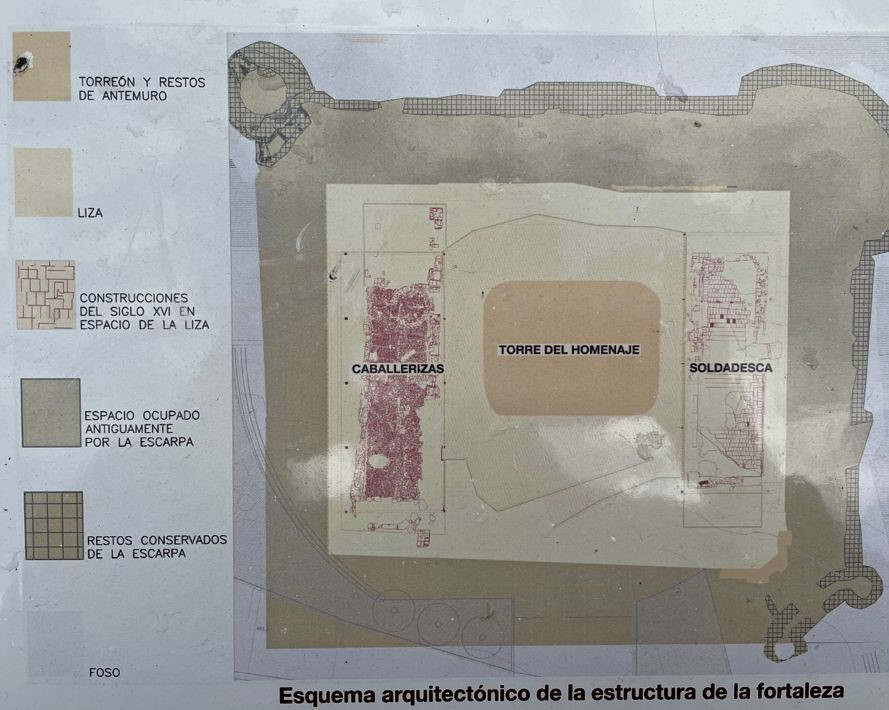
Esquema arquitectónico de la estructura de la fortaleza

La torre, de cinco pisos, está construida en ladrillo, con cimientos de piedra. Es de planta cuadrada, con esquinas redondeadas. Guarda ciertas similitudes estructurales con el torreón de Pinto y también, a pesar de las diferencias en su tamaño, es claro que la Torre del Homenaje es obra del mismo alarife que llevó a cabo la que podemos encontrar en el Castillo de La Mota, en Medina del Campo (Valladolid). Los elementos arquitectónicos más destacados del torreón de Arroyomolinos son sus ocho garitones, dos por cada vértice, que coronan el conjunto. Alrededor del torreón central se erigió también un antemuro rodeado por un foso excavado en el firme.
Cinco pisos son los que dividen el interior del torreón o Torre de Homenaje, situándose en esta construcción todas las estancias que estaban reservadas al señor y su familia. La zona del foso, de fondo plano con forma de U, que rodeaba buena parte de la entrada de la esquina sureste tiene una profundidad aproximada de 5 metros y cuenta con 10 metros de anchura.
Una vez dentro de la fortaleza, el movimiento y circulación de muros para dentro se conseguiría mediante un espacio de liza que, a su vez, estaría ocupado de forma parcial por las dos habitaciones que corresponderían al servicio doméstico de la torre principal. Del antemuro (conservado solo en parte) arrancaba el foso, cuya escarpa (pared ataludada interior) estaba construida con ladrillos, cantos y argamasa. Contaba con torres en sus esquinas, todas ellas con troneras, que presentan una morfología variada: una torre circular, un bastión poligonal y dos torres protegiendo el acceso principal.

### Acceso a la fortaleza. Esquina Sureste

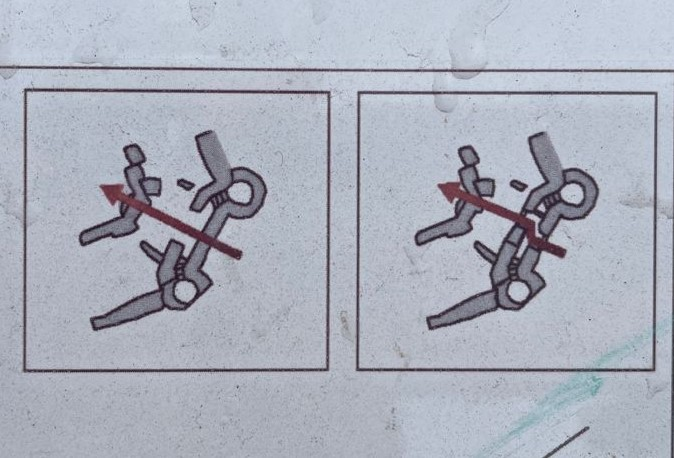
Acceso a la fortaleza del Castillo de Arroyomolinos

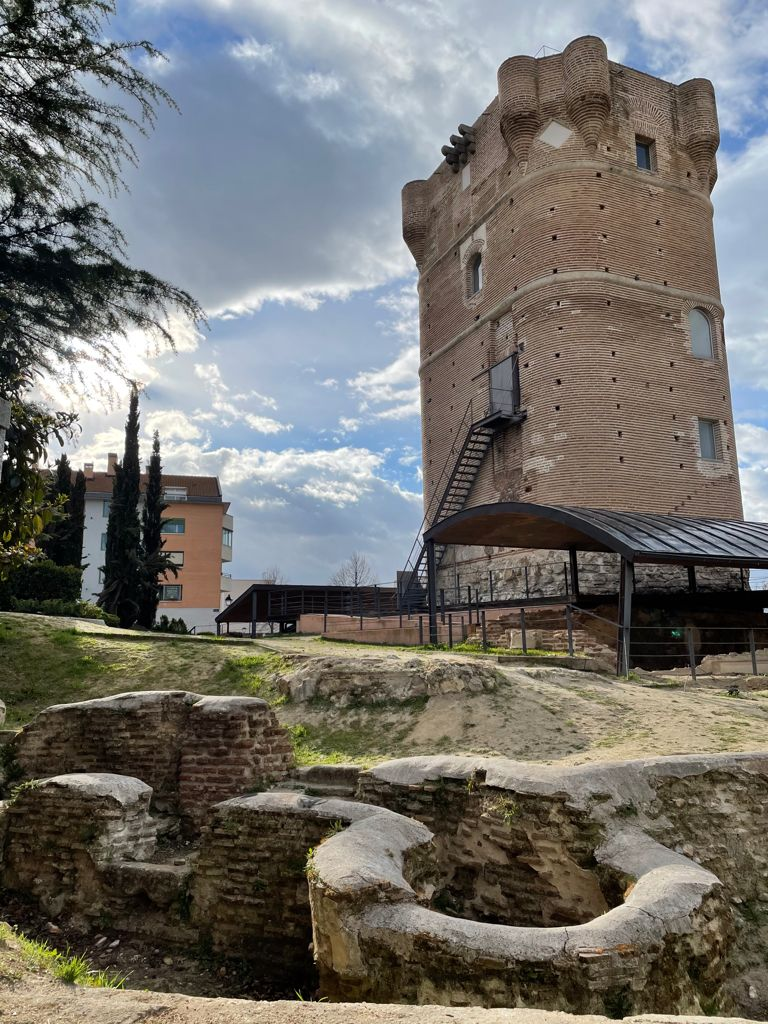
Restos de la entrada sureste

En el ángulo sureste de la fortificación está el acceso principal, su modelo de entrada estaba compuesto por dos vanos que no estaban alineados entre ellos. La entrada original era efectuada por uno el vano interior, cuyas dimensiones permitían de forma sobrada la entrada de carruajes como de personas. El foso que rodea esta entrada sureste se cruzaba gracias a un puente que fue construido, muy probablemente, con madera como material principal y era, además, levadizo. Años más tarde, esta entrada vio reducirse su tamaño, estrechándose mediante la construcción de un muro de ladrillos que iba adosado a la pared donde estaba situado el vano original.  
La fortaleza estaba protegida desde dentro mediante dos torreones iguales que se levantaron a los lados, eran de pequeño tamaño, pero permitían un control total y constante de esta entrada principal. Para este cometido se abrieron dos troneras, una frente a la otra en cada torre y su entrada se podía efectuar desde el interior, mediante unos escalones. 
Más tarde, con la remodelación de la entrada principal, una de las torres cayó en desuso al tapiar su entrada con un muro enladrillado. Además de este acceso principal, lo fortaleza también contaba con dos accesos secundarios, uno en la zona norte y otro en la torre situada al noroeste.

### Habitación Oeste

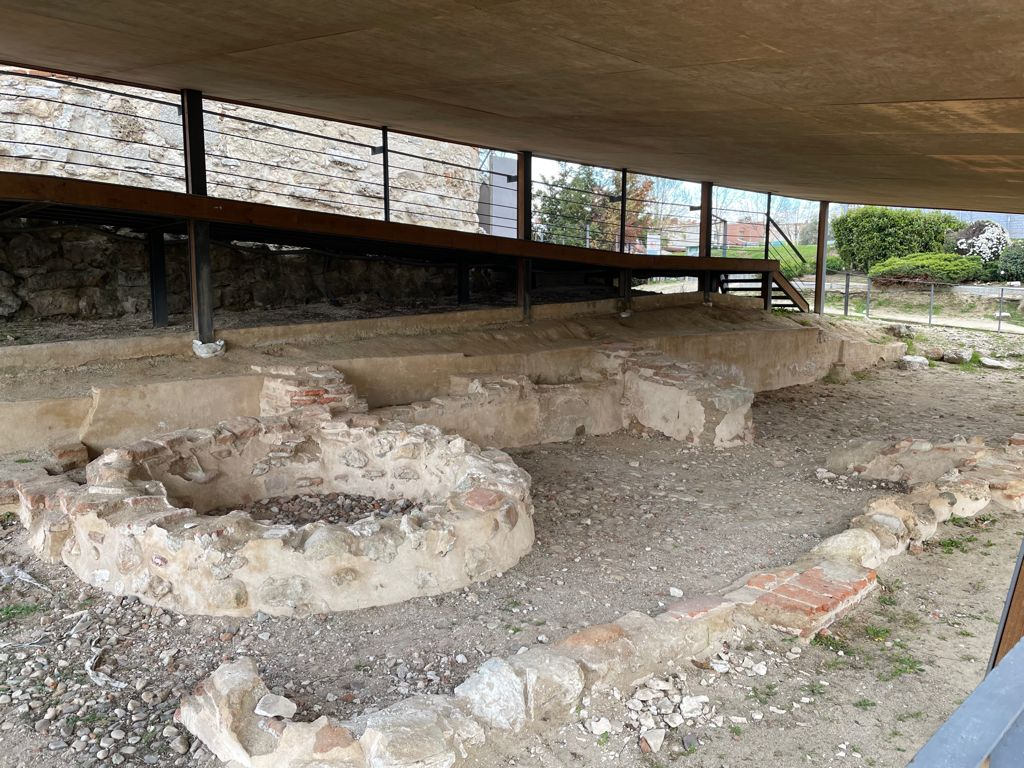
Habitación oeste de la fortaleza

La estancia ubicada dentro de la zona oeste del castillo es un espacio de forma rectangular con una orientación que va desde el norte hacia el sur y con unas medidas de 22x5 metros. Se cree que fue una de las caballerizas de la fortaleza y que para poder llevarla a cabo se utilizaron materiales como el ladrillo y, de forma eventual, también encontramos cal y canto. Toda la pavimentación está conformada por restos de cantos de cuarcita en la mitad oeste y de ladrillos o adobes con argamasa en la otra mitad este. Esta desemejanza se puede deber a una doble función que cumpliría la estancia: por una parte, de almacenaje y, por otra, para aposentamiento animal.
La habitación estaría conformada por toda una cubierta hecha de madera rematada con tejas. Tanto en la parte norte como en la parte sur contaba con sendos porches por los que se podría acceder a ella; aunque uno de ellos, el segundo, sería cronológicamente de posterior construcción. Además, habría existido también otro pequeño acceso situado en el muro de la parte occidental. Ya en el interior se construyeron una serie de pesebres en el muro oriental y, para poder contar con un buen abastecimiento de agua, el suelo se excavó un profundo pozo para llevar a cabo este cometido.
Ya en la parte exterior, en su esquina de la zona suroeste, se hallaron otras dos fosas excavadas en el suelo, una de ellas sería un pozo y la otra un silo. Además, sin contar con una fecha determinada para su construcción, se mantienen restos de una estructura de forma circular, con una funcionalidad un tanto desconocida, y hecha de materiales reutilizados. 
Ya teniendo esta zona de la fortaleza en una situación ruinosa, se alzó un cerramiento en la parte interna que hizo disminuir el espacio útil de esta; lo cual supondría un precedente importante para proceder a su abandono final ya en el siglo XVII.

### Habitación Este

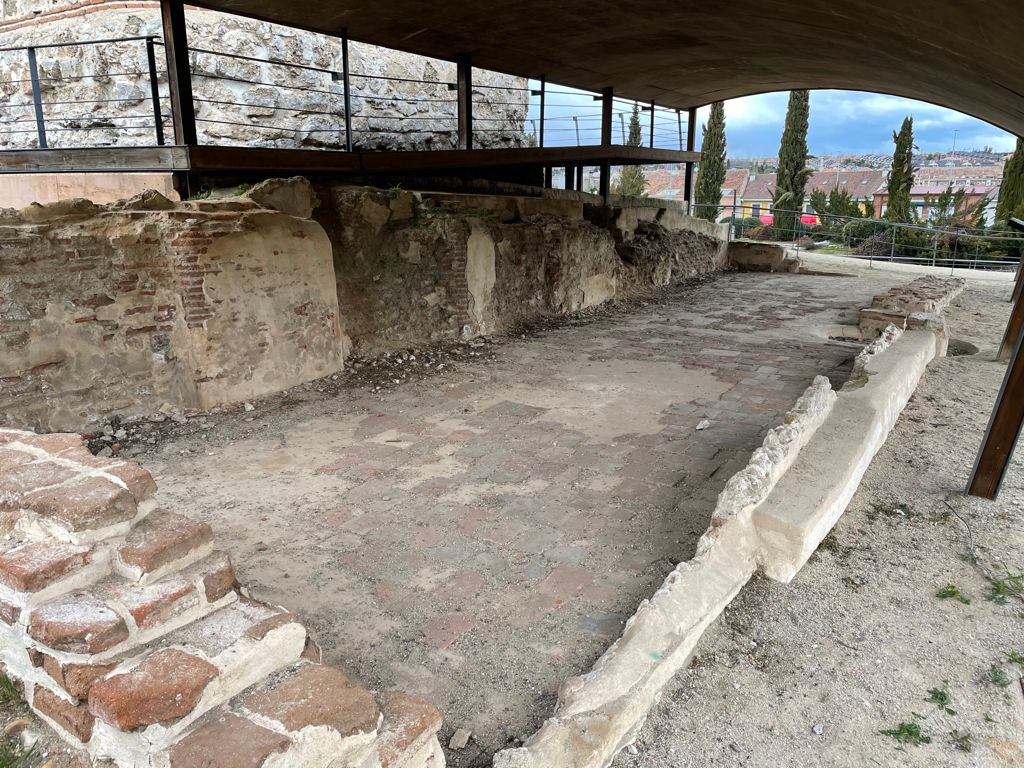
Habitación en la zona este de la fortaleza

En la zona este de la fortificación se encuentra la estancia este, esta se compone de un espacio con forma de rectángulo y cuenta con una orientación, al igual que en la estancia oeste, de norte a sur, pero, a diferencia de esta, sus dimensiones son inferiores con un total de 14,5x4,5 metros. Las labores que se relacionan directamente con esta estancia son las de su uso como zona de cocinas. Los materiales que se usaron no difieren con los del resto de estancias y se cuenta con el uso del ladrillo trabado con argamasa. Esta zona, además, contaría con un techado que dividiría la estancia en dos, por lo que se habla de un doble uso: en la zona sur estaría la cubierta abovedada y, en contrapunto, la zona situada al norte no contaría con una cubierta o su techado habría sido muy endeble, por lo que no quedan restos factibles. Dos vanos son los que permitirían el acceso a esta estancia, aunque, si bien, la entrada principal sería la meridional. Se conoce la habitabilidad de esta estancia debido a la existencia de elementos que dan indicios sobre ella: por una parte, tenemos un pozo en la parte oeste de la habitación, un hogar, un espacio para usarlo como almacenaje de elementos y un silo al exterior donde se podría haber depositado el grano.
Una vez en el interior de la estancia, probablemente un vano en la zona suroeste habría dado acceso a toda una bodega situada en el subsuelo. Esta zona desaparecería un siglo más tarde (XVI) al tapiar el vano, impidiendo su entrada, y dejando la bodega inutilizada totalmente con la instalación de un pozo que pasaría por esta estancia desaparecida. Un siglo más tarde (XVII) la estancia sería abandonada de forma definitiva tapiando la entrada con restos de tejas, argamasa y algún que otro resto de tinajas.

## Historia

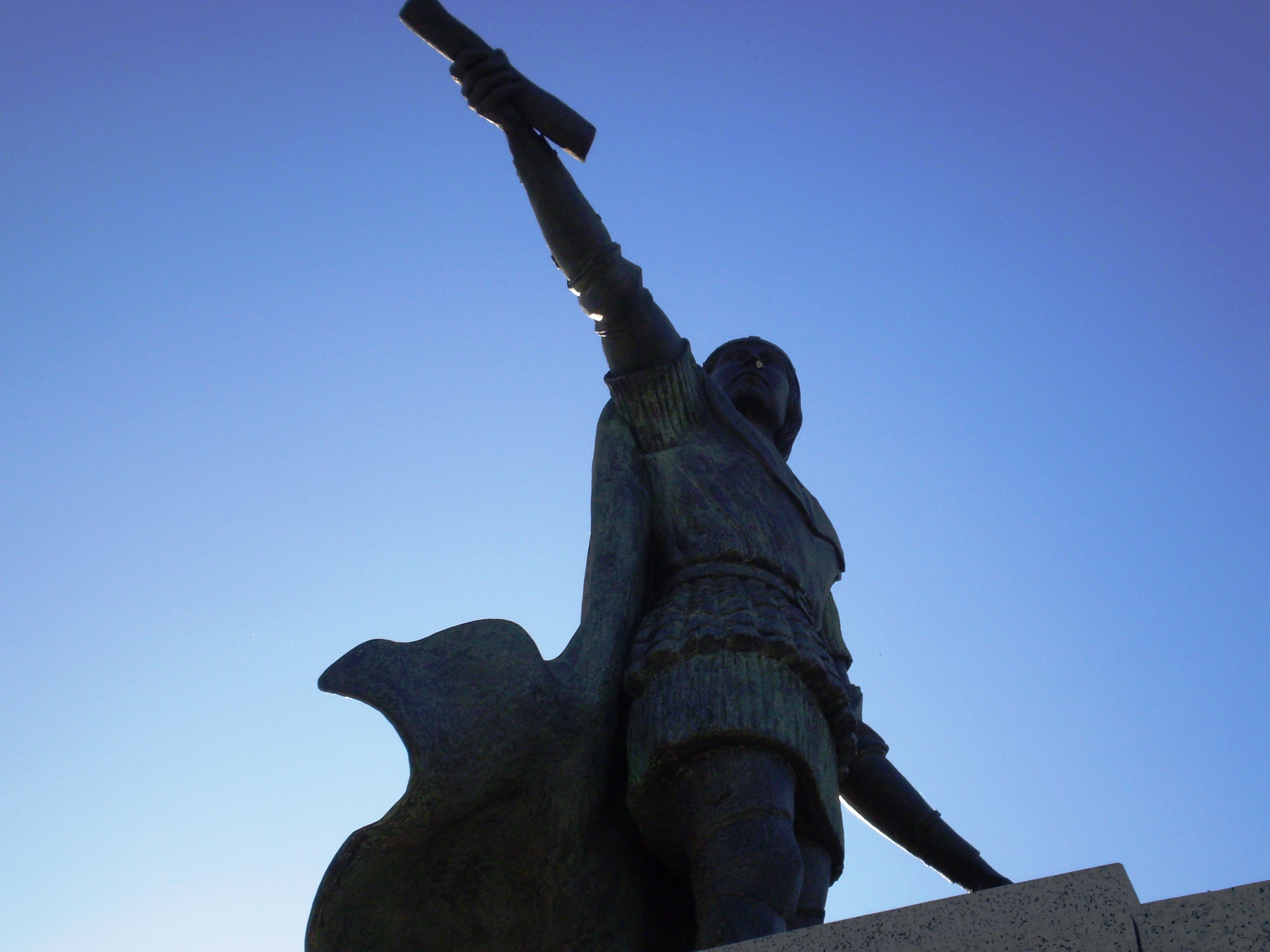
Estatua de Gonzalo Chacón, promotor del torreón de Arroyomolinos

A pesar de su aspecto militar, se trata de un torreón señorial, que ha desempeñado distintas funciones civiles a lo largo de su historia. En primer lugar, se sabe que el torreón se construyó como Torre del Homenaje, era la construcción central, más alta que la muralla y que se elevaba, con un total de cinco plantas, para albergar las estancias que servían de vivienda al señor del castillo. Por aquella época, el único acceso se hallaba en la fachada sur, el cual sería el acceso principal. 
A partir del siglo XIX, sus usos han sido variados. En época contemporánea, el torreón cuenta con una nueva puerta que permite el acceso por la fachada norte, lo que facilita su uso como granero, como palomar y como almacén. Actualmente existe un proyecto de la Comunidad de Madrid y del Ayuntamiento de Arroyomolinos de convertirlo en un centro cultural. 

La construcción del complejo fortificado se llevó a cabo durante una época bastante turbulenta por las constantes guerras civiles que se dieron por Castilla durante la década de 1470, enmarcando la conocida como Guerra de Sucesión Castellana (1475-1479), previo establecimiento del reinado de los Reyes Católicos, lo que supuso la unión de los reinos de Castilla y Aragón. Durante el reinado de Enrique IV de Castilla, el señor que tenía en sus manos la villa de Arroyomolinos fue Fernando Pareja, Adelantado Mayor de Galicia que, durante la Guerra de Sucesión, partirá a apoyar al rey de Portugal y abandonará, de este modo, la titularidad. Será entonces, en el año 1476, cuando, según citan algunas fuentes:
Juan de Oviedo, secretario que fué del rey don Enrique, con favor suyo avía edificado la fortaleza que se llama Arroyo de Molinos, en la cual recibía robadores e malos honbres, e desde allí hazía guerra a Casarrubios, villa de Gonzalo Chacón, que al rey don Fernando e la reyna doña Isabel su muger con toda lealtad seguía. El qual puso çerco sobre aquella fortaleza de Arroyo de Molinos, la qual tomó.
Según la propia reina, estas palabras quedarían desmentidas ya que se asevera que la posesión de Arroyomolinos por parte de Gonzalo Chacón era anterior a la edificación de la fortaleza. Por tanto, se le reconoce un dueño más: Pedro López de Ayala. Este tomará posesión de ella el 13 de noviembre del año 1470.
Se desconoce, por tanto, las relaciones que pudieran existir entre lo que fue la torre de Juan de Oviedo y la de Gonzalo Chacón. Algunas fuentes señalan que fue mandado construir por Juan de Oviedo, que sería quien inició su construcción de la fortificación que ha llegado a nuestros días. Existen referencias escritas de que las obras pudieron finalizar hacia el año 1476. Sin embargo, la presencia de varios escudos, correspondientes a Gonzalo Chacón y a su esposa, parece indicar que su promotor y finalizador de la obra fue este noble, señor de Casarrubios y mayordomo mayor de la infanta Isabel, que más tarde accedería al trono de Castilla con el nombre de Isabel la Católica. Junto a sus emblemas, pues aparecen labrados blasones de su casa en la edificación, aparece labrado también el escudo de los Reyes Católicos, lo que nos indica, según los archivos, que Gonzalo Chacón tomó posesión de la villa de Arroyomolinos en el año 1478 junto con el propio Casarrubios y a los lugares de El Álamo, Valmojado y las ventas de Cabeza Retamosa.
Dentro del plano estilístico, todo apunta a que el autor del Castillo de La Mota y el Castillo de Arroyomolinos fueron los mismos, aunque, para su construcción, Gonzalo Chacón también habría contado con la ayuda del alarife del Castillo de Arévalo por el parentesco que tenía su primera mujer con el alcaide.  
Entre las personalidades históricas que han pasado por este torreón destaca Juana Enríquez, que se esposó con Juan II de Aragón y I de Navarra, enlace del que nació Fernando el Católico.